# 大西佐知子
大西 佐知子（おおにし さちこ）は、日本の実業家、日本電信電話株式会社（NTT）常務取締役・常務執行役員・研究開発マーケティング本部長。NTT初の女性常務取締役。

## 人物・経歴
1989年3月、立教大学文学部卒業。同年4月、日本電信電話（NTT）に入社。
1999年、NTT東日本で新サービス開発や新規ビジネス立上げなどに従事し、インターネット接続サービス「フレッツ」の事業開発に携わる。
2004年、NTT東日本ブロードバンドサービス部コンテンツサービス担当部長、2012年、同ビジネス開発本部アライアンス営業部長を歴任。
2015年、Jリーグ初の来場者向けスタジアムWi-Fiを導入に携わり、翌年には、NTT（持ち株会社）にて、札幌市、横浜市、福岡市、トヨタ、日立などと提携を行うなど、グループのB2B2Xビジネスの推進や地域創生、スマートシティを推進。
2020年6月、NTTコミュニケーションズ執行役員・ビジネスソリューション本部第三ビジネスソリューション部長に就任。
2023年6月、日本電信電話（NTT）常務執行役員・研究開発マーケティング本部長に就任。
2024年6月、同社常務取締役・常務執行役員・研究開発マーケティング本部長に就任し、NTTで女性として初の常務取締役になった。